# Venstre (Norge)
 For alternative betydninger, se Venstre (flertydig). (Se også artikler, som begynder med Venstre)
Venstre er et norsk socialliberalt politisk parti, grundlagt 1884 af Johan Sverdrup. Partiet er Norges ældste og var i en periode det dominerende parti i Stortinget. I dette årtusinde har partiet været i regering tre gange. Det deltog i Regeringen Kjell Magne Bondevik I 1997–2000 og senere i Regeringen Kjell Magne Bondevik II 2001–05 sammen med Høyre og Kristelig Folkeparti. Venstre forlod regeringen den 17. oktober 2005. Samme dag dannede Jens Stoltenberg (Ap) sin anden regering.
Venstre kom igen i regering, da det indgik i Erna Solbergs regering 17. januar 2018 med fire ministre: kulturminister Abid Raja, kunnskapsminister Guri Melby, miljøvernminister Sveinung Rotevatn og næringsminister Iselin Nybø.
Partiets leder har siden 2020 været Guri Melby.
Venstre er søsterparti til Det Radikale Venstre i Danmark.

## Udbryderpartier
I tidens løb er der brudt en række partier ud af Venstre. Eksempler på dette er:
- Arbeiderdemokratene (oprettet i 1902), skiftede navn til Det Radikale Folkeparti i 1921.
- Bondepartiet (oprettet i 1918–1920), skiftede navn til Senterpartiet i 1959.
- Kristelig Folkeparti (oprettet i 1933).

## Partiledere
- 1884 Johan Sverdrup
- 1884–1889 Ole Anton Qvam
- 1889–1893 Johannes Steen
- 1893–1894 Viggo Ullmann
- 1894–1896 Ole Anton Qvam
- 1898–1900 Viggo Ullmann
- 1900–1903 Lars Holst
- 1903–1909 Carl Berner
- 1909–1927 Gunnar Knudsen
- 1927–1940 Johan Ludwig Mowinckel
- 1945–1952 Jacob S. Worm-Müller
- 1952–1964 Bent Røiseland
- 1964–1970 Gunnar Garbo
- 1970–1972 Helge Seip
- 1972–1974 Helge Rognlien
- 1974–1976 Eva Kolstad
- 1976–1982 Hans Hammond Rossbach
- 1982–1986 Odd Einar Dørum
- 1986–1990 Arne Fjørtoft
- 1990–1992 Håvard Alstadheim
- 1992–1996 Odd Einar Dørum
- 1996–2010 Lars Sponheim
- 2010–2020 Trine Skei Grande
- 2020–nu Guri Melby